# Alfre Woodard
Alfre Woodard (inglês: [ˈwʊdɑːrd] (escutarⓘ); Tulsa, 8 de novembro de 1952) é uma atriz norte-americana. É mais conhecida pela personagem Betty Applewhite na série de televisão Desperate Housewives e também por interpretar "Black" Mariah Stokes-Dillard na série da Netflix Luke Cage (2016–2018). Entre os seus prémios incluem-se quatro prêmios Emmy, um Globo de Ouro e três Screen Actors Guild Awards, bem como uma indicação ao Oscar de Melhor atriz Coadjuvante pelo filme Cross Creek (1983), e indicações ao BAFTA e a dois Grammys. Em 2020, o The New York Times a classificou como uma das "25 maiores atrizes do século XXI".
Entre os filmes notáveis de sua carreira incluem Grand Canyon (1991), Passion Fish (1992), Heart and Souls (1993), Crooklyn (1994), The Piano Lesson (1995), How to Make an American Quilt (1995), Primal Fear (1996), Star Trek: First Contact (1996), Miss Evers' Boys (1997), Radio (2003), The Forgotten (2004), Beauty Shop (2005), 12 Years a Slave (2013), Annabelle (2014), O Rei Leão (2019), Fatherhood (2021) e Salem's Lot (2024).
Ela é membro do conselho da Academia de Artes e Ciências Cinematográficas. e também do conselho do Partido Democrata.

## Biografia
Alfre Woodard nasceu em 8 de novembro de 1952 Tulsa, Oklahoma, filha de Constance, uma dona de casa, e Marion H. Woodard, um designer de interiores. Ela é a mais nova de três filhos e foi líder de torcida no ensino médio. Alfre Woodard estudou em Bishop Kelley High School, uma escola particular católica em Tulsa, onde se formou em 1970. Ela se formou em teatro na Universidade de Boston.

## Vida Pessoal
Woodard mora em Santa Monica, Califórnia, com seu marido, o escritor Roderick Spencer, e seus dois filhos Mavis e Duncan. Ela segue a Ciência Cristã.
Woodard também é conhecida por seu trabalho como ativista política. Ela é fundadora e membro do conselho da Artists for a New South Africa, uma organização sem fins lucrativos dedicada a combater a pandemia de AIDS na África e a promover a democracia e a igualdade na África do Sul desde 1989. Ela também dá apoio contínuo à luta pelos direitos LGBT e pelo casamento entre pessoas do mesmo sexo.

## Filmografia

### Cinema
| Ano  | Título                                                  | Personagem                    | Notas                      |
| ---- | ------------------------------------------------------- | ----------------------------- | -------------------------- |
| 1978 | Remember My Name                                        | Rita                          |                            |
| 1980 | Health                                                  | Sally Benbow                  |                            |
| 1983 | Cross Creek                                             | Beatrice "Geechee"            |                            |
| 1984 | Go Tell It on the Mountain                              | Esther                        |                            |
| 1984 | Sweet Revenge                                           | Vicki Teague                  |                            |
| 1986 | Extremities                                             | Patricia                      |                            |
| 1988 | Scrooged                                                | Grace Cooley                  |                            |
| 1989 | Miss Firecracker                                        | Popeye Jackson                |                            |
| 1990 | Blue Bayou                                              | Jessica Filley                |                            |
| 1991 | Grand Canyon                                            | Jane                          |                            |
| 1991 | Pretty Hattie's Baby                                    | Hattie                        |                            |
| 1992 | The Gun in Betty Lou's Handbag                          | Attorney Ann Orkin            |                            |
| 1992 | Passion Fish                                            | Chantelle                     |                            |
| 1993 | Rich in Love                                            | Rhody Poole                   |                            |
| 1993 | Heart and Souls                                         | Penny Washington              |                            |
| 1993 | Bopha!                                                  | Rosie Mangena                 |                            |
| 1994 | Blue Chips                                              | Lavada McRae                  |                            |
| 1994 | Crooklyn                                                | Carolyn Carmichael            |                            |
| 1994 | Countdown to Freedom: 10 Days That Changed South Africa | Narrator                      | Documentário               |
| 1995 | How to Make an American Quilt                           | Marianna                      |                            |
| 1996 | Statistically Speaking                                  | Middle aged woman             | Curta-metragem             |
| 1996 | Star Trek: First Contact                                | Lily Sloane                   |                            |
| 1996 | Primal Fear                                             | Juíza Miriam Shoat            |                            |
| 1996 | A Step Toward Tomorrow                                  | Dr. Sandlin                   |                            |
| 1997 | Cadillac Desert                                         | Narradora                     |                            |
| 1997 | The Brave Little Toaster to the Rescue                  | Maisie the Cat                | Voz                        |
| 1998 | Down in the Delta                                       | Loretta Sinclair              |                            |
| 1999 | Funny Valentines                                        | Joyce May                     |                            |
| 1999 | The Wishing Tree                                        | Clara Collier                 |                            |
| 1999 | Different Moms                                          | Narradora                     | Documentário               |
| 1999 | Mumford                                                 | Lily                          |                            |
| 2000 | What's Cooking?                                         | Audrey Williams               |                            |
| 2000 | Lost Souls                                              | Dra. Allen                    | Cameo                      |
| 2000 | John Henry                                              | Polly / Narradora             |                            |
| 2000 | Love & Basketball                                       | Camille Wright                |                            |
| 2000 | Dinosaur                                                | Plio                          | Voz                        |
| 2001 | K-PAX                                                   | Dra. Claudia Villars          |                            |
| 2001 | American Exile                                          | Narradora                     | Documentário               |
| 2002 | Searching for Debra Winger                              | Ela mesma                     |                            |
| 2002 | Baby of the Family                                      | Rachel                        |                            |
| 2002 | The Wild Thornberrys Movie                              | Akela                         |                            |
| 2003 | The Singing Detective                                   | Chefe do Pessoal              |                            |
| 2003 | Nat Turner: A Troublesome Property                      | Narradora                     | Documentário               |
| 2003 | The Core                                                | Talma Stickley                |                            |
| 2003 | Unchained Memories                                      | Narradora                     |                            |
| 2003 | Radio                                                   | Diretora Daniels              |                            |
| 2004 | The Forgotten                                           | Detetive Anne Pope            |                            |
| 2004 | All Our Sons: Fallen Heroes of 9/11                     | Narradora                     | Documentário               |
| 2005 | Beauty Shop                                             | Miss Josephine                |                            |
| 2006 | Something New                                           | Joyce McQueen                 |                            |
| 2006 | Take the Lead                                           | Augustine James               |                            |
| 2006 | King Leopold's Ghost                                    | Ilanga                        | Voz                        |
| 2008 | American Violet                                         | Alma Roberts                  |                            |
| 2008 | The Family That Preys                                   | Alice Pratt                   |                            |
| 2008 | Road to Ingwavuma                                       | Narradora                     | Documentário               |
| 2008 | AmericanEast                                            | Angela Jensen                 |                            |
| 2009 | Reach for Me                                            | Evelyn                        |                            |
| 2010 | Have You Heard From Johannesburg                        | Narradora                     | Documentário               |
| 2013 | Ava DuVernay                                            | E                             | Curta-metragem             |
| 2013 | Miracle Rising: South Africa                            | Narradora                     | Documentário               |
| 2013 | 12 Years a Slave                                        | Harriet Shaw                  |                            |
| 2014 | The Hadza: Last of the First                            | Narradora                     | Documentário               |
| 2014 | Annabelle                                               | Evelyn                        |                            |
| 2015 | Mary Lou Williams: The Lady Who Swings the Band         | Mary Lou Williams / Narradora | Documentário               |
| 2015 | Mississippi Grind                                       | Sam                           |                            |
| 2015 | Knucklehead                                             | Sheila                        |                            |
| 2016 | Captain America: Civil War                              | Miriam Sharpe                 | Participação               |
| 2016 | So B. It                                                | Bernadette                    |                            |
| 2017 | Burning Sands                                           | Professora Hughes             |                            |
| 2018 | Saint Judy                                              | Juíza Benton                  |                            |
| 2019 | The Lion King                                           | Sarabi                        | Dublagem                   |
| 2019 | Juanita                                                 | Juanita                       | Também produtora executiva |
| 2019 | Clemency                                                | Warden Bernadine Williams     | Também produtora executiva |
| 2021 | Fatherhood                                              | Marian                        |                            |
| 2022 | The Gray Man                                            | Margaret Cahill               | [ 10 ]                     |
| 2022 | Space Oddity                                            | Dr. Sue Olsen                 |                            |
| 2023 | The Book of Clarence                                    | Virgem Maria                  | [ 11 ]                     |
| 2024 | Summer Camp                                             | Mary                          |                            |
| 2024 | 'Salem's Lot                                            | Dr. Cody                      |                            |
| 2025 | Viral                                                   | Dr. Johnetta                  |                            |

### Televisão
| Ano       | Título                                    | Personagem                        | Notas                                      |
| --------- | ----------------------------------------- | --------------------------------- | ------------------------------------------ |
| 1978      | The Trial of the Moke                     | Lucy                              | Filme para TV                              |
| 1979      | Freedom Road                              | Katie                             | Filme para TV                              |
| 1980      | The White Shadow                          | Sandra Wilcox                     | Episódio: "Reunion: Part 1"                |
| 1981      | The Sophisticated Gents                   | Evelyn Evers                      | Minissérie                                 |
| 1982      | The Ambush Murders                        | Kariha Ellsworth                  | Filme para TV                              |
| 1982-1983 | Tucker's Witch                            | Marcia Fulbright                  | 12 episódios                               |
| 1983      | Hill Street Blues                         | Doris Robson                      | 3 episódios                                |
| 1985      | Sara                                      | Rozalyn Dupree                    | 13 episódios                               |
| 1985      | Words by Heart                            | Claudie Sills                     | Filme para TV                              |
| 1985-1988 | St. Elsewhere                             | Dr. Roxanne Turner                | 16 episódios                               |
| 1985      | Faerie Tale Theatre                       | Princess Lovinia                  | Episódio: "Puss in Boots"                  |
| 1986      | L.A. Law                                  | Adrian Moore                      | Episódio: "Pilot"                          |
| 1986      | Unnatural Causes                          | Maude DeVictor                    | Filme para TV                              |
| 1987      | Mandela                                   | Winnie Mandela                    | Filme para TV                              |
| 1988      | The Child Saver                           | Andrea Crawford                   | Filme para TV                              |
| 1989      | A Mother's Courage: The Mary Thomas Story | Mary Thomas                       | Filme para TV                              |
| 1994      | Frasier                                   | Edna (voz)                        | Episódio: "The Botched Language of Cranes" |
| 1994      | Race to Freedom: The Underground Railroad | Harriet Tubman                    | Filme para TV                              |
| 1995      | The Piano Lesson                          | Berniece                          | Filme para TV                              |
| 1996      | Gulliver's Travels                        | Queen of Brobdingnag              | Minissérie                                 |
| 1997      | The Member of the Wedding                 | Berenice Sadie Brown              | Filme para TV                              |
| 1997      | Miss Evers' Boys                          | Eunice Evers                      | Filme para TV                              |
| 1998      | Homicide: Life on the Street              | Dra. Roxanne Turner               | Episódio: "Mercy"                          |
| 1999      | The Wishing Tree                          | Clara                             | Filme para TV                              |
| 2000      | Holiday Heart                             | Wanda                             | Filme para TV                              |
| 2003      | The Practice                              | Denise Freeman                    | 2 episódios                                |
| 2003      | A Wrinkle in Time                         | Mrs. Whatsit                      | Filme para TV                              |
| 2005-2006 | Desperate Housewives                      | Betty Applewhite                  | 19 episódios                               |
| 2006      | The Water Is Wide                         | Sra. Brown                        | Filme para TV                              |
| 2007      | Pictures of Hollis Woods                  | Edna Reilly                       | Filme para TV                              |
| 2008      | My Own Worst Enemy                        | Mavis Heller                      | 9 episódios                                |
| 2009-2010 | Three Rivers                              | Dr. Sophia Jordan                 | 12 episódios                               |
| 2010-2012 | True Blood                                | Ruby Jean Reynolds                | 5 episódios                                |
| 2010      | Black Panther                             | Ramonda, Dondi Reese, Dora Milaje | 5 episódios                                |
| 2010-2011 | Memphis Beat                              | Tanya Rice                        | 20 episódios                               |
| 2011      | Grey's Anatomy                            | Justine Campbell                  | Episódio: "Heart Shaped Box"               |
| 2012      | Private Practice                          | Dee Bennett                       | Episódio: "The Next Episode"               |
| 2012      | Steel Magnolias                           | Ouiser                            | Filme para TV                              |
| 2013      | Copper                                    | Hattie Lemaster                   | 6 episódios                                |
| 2014-2015 | The Last Ship                             | Amy Granderson                    | 3 episódios                                |
| 2014-2015 | State of Affairs                          | Presidente Constance Payton       | 13 episódios                               |
| 2016-2018 | Luke Cage                                 | Mariah Dillard                    | 10 episódios                               |
| 2017-2018 | A Series of Unfortunate Events            | Josephine Anwhistle               | 3 episódios                                |
| 2018      | Empire                                    | Renee Holloway                    | 4 episódios                                |
| 2019-2021 | See                                       | Paris                             | 16 episódios                               |
| 2024      | Star Trek: Lower Decks                    | Alternate Lily Sloane             | Voz, episódio: "Fissure Quest"             |